# William H. Twenhofel
William Henry Twenhofel  (* 16. April 1875 in Covington, Kentucky; † 4. Januar 1957 in Atlanta, Georgia) war ein US-amerikanischer Geologe und Paläontologe, der ein Pionier der Sedimentologie in den USA war.
Twenhofel wuchs als Sohn deutscher Einwanderer auf einer Farm im Norden Kentuckys bei Covington auf. Er erhielt eine Ausbildung als Lehrer für Mathematik und lehrte acht Jahre an Schulen von 1896 bis 1904, jeweils im Winter, während er im Sommer unter anderem für die Eisenbahn arbeitete. 1902 bis 1904 studierte er im Sommer an der National Normal School in Lebanon in Ohio mit dem Bachelor-Abschluss und lehrte dann am East Texas Normal College in Commerce in Texas lehrte. Dort vollzog sich auch seine Hinwendung zu Geologie und Paläontologie, als er einen Geologie-Lehrer vertreten musste. Allerdings war er schon seit seiner Jugend Fossiliensammler insbesondere in der an Fossilien des Ordovizium reichen Gegend von Cincinnati. Ab 1907 setzte er sein Studium an der Yale University fort. 1912 wurde er in Yale bei Charles Schuchert in Paläontologie promoviert mit einer Arbeit über marine Fossilien an der Grenze Ordovizium-Silur aus Kanada (Anticosti). Als Sedimentologe war Joseph Barrell (1869–1919) in Yale sein Lehrer. 1910 wurde er Assistant Professor an der University of Kansas und 1918 wurde er Staatsgeologe in Kansas.
Ab 1916 war er an der University of Wisconsin, wo er bis zu seiner Emeritierung 1945 Professor war.
Er war in den 1920er und 1930er Jahren einer der Begründer der Sedimentologie in den USA, die durch die Erdölindustrie einen starken Aufschwung nahm. Seine erste Veröffentlichung dazu war über Schwarzschiefer-Bildung 1915, Ergebnis einer Expedition in das Baltikum. Bei Beginn des Ersten Weltkriegs war er zu Feldstudien im Silur von Gotland und vorübergehend in Schweden interniert. Er schrieb eine Monographie und 1939 ein Lehrbuch über Sedimentologie.
In den 1930er und 1940er Jahren befasste er sich mit See-Sedimenten zur Unterstützung von Limnologie-Forschung an seiner Universität und im Zweiten Weltkrieg untersuchte er schwarze Sande an der Küste von Oregon in Hinsicht auf die Gewinnung von Chrom.
1919 bis 1949 war er im Komitee des National Research Council (NRC) für Sedimentation, dem er 1923 bis 1931 vorstand. 1931 bis 1934 leitete er die Abteilung Geologie und Geophysik des NRC (während dieser Zeit war er an der Entstehung eines Komitees für Stratigraphie beteiligt) und 1934 bis 1937 stand er dem Komitee des NRC für Paläoökologie vor.
Zu seinen Ehren vergibt die Society for Sedimentary Geology (SEPM), die er 1926 mit gründete, die William H. Twenhofel Medal. 1935 war er Präsident der SEPM. 1947 wurde er Ehrendoktor der Universität Löwen. Er war Ehrenmitglied der American Association of Petroleum Geologists. 1930 war er Präsident der Paleontological Society und Vizepräsident der Geological Society of America.

## Schriften
- mit Stanley A. Tyler: Methods of study of sediments. McGraw Hill 1941
- Principles of sedimentation, McGraw Hill, 1939, 2. Auflage 1950
- A treatise of sedimentation, Baltimore, Williams and Wilkins, 1926
- mit Robert R. Shrock Principles of invertebrate paleontology, McGraw Hill 2. Auflage 1953 (zuerst Invertebrate Paleontology 1935)
- Geology of Anticosti Island, Ottawa 1927
- Origin of the black sands of the coast of southwest Oregon, Portland 1943
- Soil, the most valuable mineral resource, its origin, destruction and preservation, Portland 1944
- Geology and paleontology of the Mingan islands, Quebec, New York 1938